# Herpetocetus
L’erpetoceto (gen. Herpetocetus) è un cetaceo estinto, appartenente ai misticeti. Visse tra la fine del Miocene e il Pleistocene medio (tra 7 milioni e 700.000 anni fa) e i suoi resti fossili sono stati ritrovati in Europa, Nordamerica e Asia.

## Descrizione
Questo animale, nonostante fosse imparentato con le balene attuali, possedeva una morfologia nettamente diversa. Il corpo era allungato e relativamente snello, più simile a quello di un delfino che a quello di una balena. Il cranio, tuttavia, era tipico dei misticeti, privo di denti e dotato di fanoni. Le mascelle sottili e il cranio basso, tuttavia, lo differenziano notevolmente da altri animali simili come Cetotherium. A causa di una strana articolazione delle mascelle, Herpetocetus non poteva aprire la bocca oltre i 35 gradi, al contrario di ogni balena attuale.
La lunghezza di questo animale non doveva superare i 5 metri.

## Classificazione
I primi fossili di questo animale (una mandibola) vennero trovati in Belgio; risalivano all'inizio del Pliocene e vennero descritti nel 1872 da Van Beneden come Herpetocetus scaldiensis. Successivamente un osso dell'orecchio, isolato, venne descritto in Giappone come Mitzuhoptera sendaicus (Hatai et al., 1963); la scoperta, sempre in Giappone, di uno scheletro di misticeto che conservava cranio, ossa dell'orecchio e mandibole e mostrava caratteristiche morfologiche comuni sia a H. scaldiensis sia a M. sendaicus indusse gli studiosi a considerare Mitzuhoptera sendaicus una specie ascrivibile a Herpetocetus (Oishi e Hasegawa, 1995). Un ulteriore studio (Whitmore e Barnes, 2008)  permise poi di ascrivere al genere anche due specie nordamericane, una proveniente dalla sponda atlantica (Herpetocetus transatlanticus, della Carolina del Nord) e una da quella pacifica (H. bramblei, della California). Dal Pliocene superiore della California proviene anche H. morrowi (El Adli et al., 2014). Ricerche del 2013 indicano che alcuni fossili di Herpetocetus della California settentrionale risalirebbero addirittura a 700.000 anni fa, estendendo di molto il range temporale di questo genere (Boessenecker, 2013).
Attualmente Herpetocetus è considerato un membro molto specializzato e tardivo della famiglia dei cetoteriidi (Cetotheriidae), un gruppo di misticeti arcaici di piccole dimensioni, considerati tra i potenziali antenati delle balene attuali. Herpetocetus possedeva una morfologia derivata (in particolare per quanto riguarda il cranio, ed è quindi stato ascritto a una sottofamiglia a sé stante (Herpetocetinae), comprendente anche Piscobalaena.